# Yashitinín
Yashitinín es una localidad del estado mexicano de Chiapas. Es parte del municipio de San Cristóbal de Las Casas.

## Demografía
| Gráfica de evolución demográfica |
|                                  |

| Censo | Población |
| ----- | --------- |
| 1940  | 305       |
| 1950  | 401       |
| 1960  | 491       |
| 1970  | 925       |
| 1980  | 671       |
| 1990  | 772       |
| 2000  | 909       |
| 2010  | 1 109     |
| 2020  | 1 274     |